# Балаидос
«Балаидос» (исп. Balaidos) или Abanca Balaidos — футбольный стадион, расположенный в Виго, Галисия, Испания. На данный момент вмещает 24870 зрителей и является семнадцатым по вместимости футбольным стадионом Испании. Домашний стадион футбольного клуба «Сельта» с 1928 года.

## История стадиона

### Предыстория строительства
После образования клуба «Сельта» в 1923 году в результате слияния местных команд Fortuna и Real Vigo Sporting Club, первые домашние матчи проводились на стадионе Campo de Coia. Идея строительства нового городского стадиона начала формироваться в конце 1924 года, после того как «Сельту» уведомили о том, что она должна покинуть Campo de Coia, поскольку здесь должен пройти новый трамвайный маршрут. А с развитием команды и увеличением числа болельщиков и так требовалась новая домашняя арена.
В 1924 году группой бизнесменов был куплен участок земли площадью 75000 м² в нескольких сотнях метров югу от Campo de Coia и начала работы по благоустройству, включая отвод русла реки Lagares, где частная компания намеревалась построить новый стадион.
Стадион был спроектирован известным архитектором Хенаро де ла Фуэнте, который является автором проектов многих известных зданий в городе Виго, таких как например Edificio Bonín.
Проект с бюджетом 1 миллион песет включал семь теннисных кортов и стадион для футбола и легкой атлетики общей площадью 30000 м². Стадион с игровым полем 110×70 м должен был вмещать 22000 болельщиков. Но первоначальный проект пришлось изменить, так как привлечь необходимое финансирование для его реализации было невозможно.

### Открытие и развитие стадиона
«Балаидос» получил свое название от жилого района, где он расположен. Строительство заняло три года, и новый стадион был открыт 30 декабря 1928 года матчем против «Реал Унион ле Ирун», где со счетом 7-0 победила местная «Сельта». Первый гол на «Балаидосе» забил нападающий хозяев Грасилиано.
С момента своего открытия «Балаидос» претерпел несколько реконструкций. В 1930-е годы в ходе первой реконструкции трибуна Tribuna была накрыта крышей.
В 1945 году «Балаидос» был приобретен клубом «Сельта» благодаря кредиту и ежегодной муниципальной субсидии в размере 70 тысяч песет. Тогда же было решено реформировать две трибуны Gol и Rio по проекту Ф. Молинса. В том же году была построена новая трибуна Marcador на 6000 зрителей.
В 1967 году началась реконструкция по проекту архитектора Антонио Романа Конде с расширением стоячей и сидячей зон под козырьком на трибунах Marcador, Tribuna и Gol, сформировало нынешнюю конфигурацию стадиона (кроме трибуны Rio). Два года спустя были внесены другие улучшения, такие как установка электрического освещения. Работа над новыми трибунами была завершена в 1971 году, в результате чего их вместимость составила 35000 зрителей.
По возвращении в Примеру в 1970 году с недавно отремонтированным стадионом дела у «Сельты» пошли на поправку, и в течение пяти лет они удерживали позиции в середине турнирной таблицы.

### Чемпионат мира 1982 года
Следующая крупная реконструкция началась в 1980 году по случаю чемпионата мира по футболу 1982 года. Старая трибуна Rio была снесена для строительства более современной и вместимой, новые трибуны были полностью подняты. Остальную часть стадиона не тронули, сохранив форму последней реконструкции 60-х годов. Было изменено русло реки Lagares и спроектировано несколько павильонов для других видов спорта. Вместимость стадиона достигла 45000 зрителей, главным образом за счёт стоячих мест.
Во время чемпионата мира 1982 года «Балаидос» провел 3 матча группового этапа, сборная Италии сыграла с Польшей (0-0), Перу (1-1) и Камеруном (1-1), заняв второе место в группе, но в итоге став чемпионами, что укрепило репутацию «Балаидоса» как стадиона высшего уровня на международной арене.

### Реконструкции на рубеже XX—XXI веков
В 1996 году на стадионе оставили только сидячие места, что сократило вместимость до 31800 человек.
В конце 2001 года произошёл конфликт между «Сельтой» и крупной автомобильной фабрикой PSA Peugeot-Citroën, находящейся рядом со стадионом. Завод отверг проект строительства нового стадиона, совмещённого с торговым центром. Позиция завода в отношении коммерческого комплекса, который клуб был намерен построить на прилегающих к стадиону легкоатлетических трассах, была отрицательной, поскольку из-за ухудшения дорожной ситуации рядом это будет препятствовать нормальной работе фабрики.
В 2003 году "Сельта " впервые в своей истории квалифицировалась в Лигу чемпионов УЕФА . Но её стадион не прошел необходимую для проведения матчей инспекцию УЕФА. Был риск, что «Сельте», придется проводить свои домашние матчи на другом стадионе, однако местные власти оплатили необходимые улучшения.
В 2012 году «Балаидос» потерял одну из своих отличительных черт — ров, окружающий игровое поле, и который был скрыт под слоем бетона. На некоторых трибунах также убрали первые ряды сидений, в результате вместимость уменьшилась до 30000 человек.

### Заявка на домашний чемпионат мира 2018 года
15 сентября 2009 года заместитель мэра Сантьяго Домингес представил Виго кандидатом на участие в организации матчей чемпионата мира по футболу 2018 года согласно заявке Испании на проведение домашнего мундиаля совместно с Португалией. Проект подготовки к данному событию включал полную реконструкцию стадиона стоимостью 123 миллиона евро, из которых 104 миллиона будет потрачено непосредственно на стадион, а остальная часть — на строительство подземной автомобильной стоянки и реконструкцию прилегающей территории.
Реконструкция должна была проводиться в четыре этапа в течение пяти лет без прерывания матчей с участием «Сельты». Согласно проекту планировалось изменить овальную форму арены, а трибуны приблизить к полю. Вместимость стадиона должна была увеличиться с 31 800 до 42 381 зрителя.
Сначала должна перестроиться трибуна Marcador, а затем последовательно Tribuna, Gol и Rio. Новый «Балаидос» должен будет занимать ту же площадь, что и нынешний стадион, будут добавлены промежуточная трибуна на 2800 мест для VIP-лож и 7000 квадратных метров для пресс-зала.
Но заявка Испании была отклонена, и проект реконструкции был отменён.

### Текущая реконструкция
Летом 2014 года было объявлено о полной реконструкции «Балайдоса», весной 2015 года началась работа над проектом стоимостью 25 миллионов евро по частичной перестройке стадиона. Завершение работ планировалось на начало 2017 года.
В конце февраля 2020 года мэр Виго Абель Кабальеро объявил об одобрении проекта реформирования трибуны Marcador стоимостью 16,6 миллиона евро (первоначально сумма была 13,8 миллиона) и заверил, что задержек не будет. В июне 2023 года трибуна была открыта.
Десять лет спустя работы на стадионе все еще не завершены, только три из четырех трибун реконструированы.
В 2024 году между городским советом Виго и советом провинции Понтеведра достигнуто соглашение о совместном финансировании реконструкции трибуны Gol , последней из четырех, которая ещё не реконструирована, чтобы завершить полную трансформацию «Балаидос». Работы продлятся 29 месяцев, и затраты составят 26,3 миллиона евро. Работы позволят увеличить вместимость трибуны Gol с 4000 мест до 6400, а также приблизить места для болельщиков на 8,5 м к границам игрового поля.

## Чемпионат мира 1982
Балаидос был одним из стадионов, на которых проводились матчи чемпионата мира по футболу 1982, проходившего в Испании. На стадионе прошли три матча группового этапа группы 1.
| 14 июня 1982 17:15 CEST | \| Италия \| 0:0 отчёт \| Польша \| | Стадион: Балаидос, Виго Зрителей: 33 000 Судья: Мишель Вотро |
| Италия                  | 0:0 отчёт                           | Польша                                                       |

| 18 июня 1982 17:15 CEST | \| Италия \| 1:1 отчёт \| Перу \| \| Конти 18′ \| Голы \| Диас 83′ \| | Стадион: Балаидос, Виго Зрителей: 25 000 Судья: Вальтер Эшвейлер |
| Италия                  | 1:1 отчёт                                                             | Перу                                                             |
| Конти 18′               | Голы                                                                  | Диас 83′                                                         |

| 23 июня 1982 17:15 CEST | \| Италия \| 1:1 отчёт \| Камерун \| \| Грациани 60′ \| Голы \| Мбида 61′ \| | Стадион: Балаидос, Виго Зрителей: 20 000 Судья: Богдан Дотчев |
| Италия                  | 1:1 отчёт                                                                    | Камерун                                                       |
| Грациани 60′            | Голы                                                                         | Мбида 61′                                                     |